# Geranium potosinum
Geranium potosinum är en näveväxtart som beskrevs av Harold Emery Moore. Geranium potosinum ingår i släktet nävor, och familjen näveväxter. Inga underarter finns listade i Catalogue of Life.